# Syntrichia caninervis
Syntrichia caninervis Mitt., 1859 è una specie di muschio della famiglia Pottiaceae.

## Descrizione

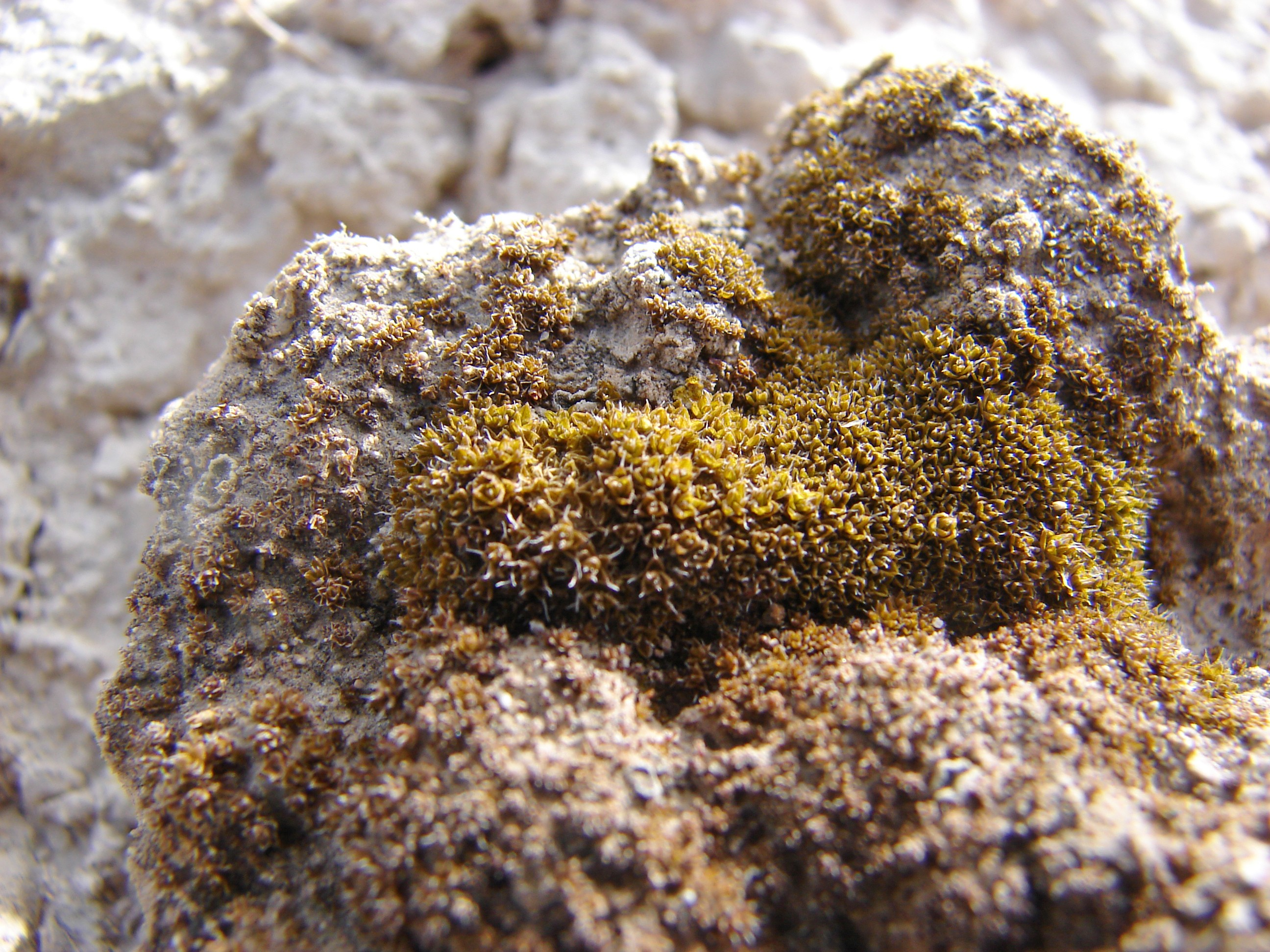
Esemplare di Syntrichia caninervis fotografato negli Stati Uniti.

È un muschio caratterizzato da foglie che possono raggiungere al più dimensioni di 2,5 × 1,2 mm, glabrescenti, con un unico pelo che diparte dall'apice impiegato nella raccolta dell'acqua. Le foglie si sviluppano su steli singoli di lunghezza compresa tra 3 e 20 mm. È una specie dioica, ma se ne attesta anche la riproduzione per propagulo, sebbene non abbia organi specializzati a tale scopo. Le capsule, di colore rosso, hanno dimensioni di circa 3 mm e si sviluppano su setae che possono raggiungere i 15 mm. Le spore, che hanno dimensioni di circa 7 μm, possono raggiungere una grande dispersione.

## Distribuzione e habitat
La specie ha un'ampia distribuzione, con caratteristiche dominanti tra le briofite nelle regioni aride e semiaride dell'emisfero boreale. Ne è attestata la presenza in cinque continenti: in Eurasia, nel deserto Gurbantünggüt, in Tibet, nel Pamir, ma anche in Siberia, sull'Arco alpino e nella penisola iberica; in Africa, in Marocco; in America settentrionale, nel deserto del Mojave, sulle Montagne Rocciose, nell'Artico canadese e in Alaska; e sulla Penisola Antartica.
La specie si è adattata per superare periodi di siccità prolungata. Nel deserto Gurbantünggüt, dove sono presenti numerose colonie di S. caninervis, si possono registrare temperature minime prossime a −40 °C e massime fino a 60 °C, con valori di umidità relativa inferiori al 2%. Studi di laboratorio hanno dimostrato che può sopravvivere sia a condizioni estreme di essiccamento, sia di congelamento, recuperando rapidamente vitalità quando reidratata. A queste caratteristiche, si associa - sempre in condizioni di laboratorio - anche la sopravvivenza a dosi di radiazioni che risulterebbero letali per altri organismi viventi. Per questa ragione, è stato ipotizzato che S. caninervis potrebbe essere impiegata come specie pioniera sul pianeta Marte, per creare le condizioni di terreno necessarie per supportare altre specie vegetali.